# Chilei Szocialista Párt
A balközép Chilei Szocialista Pártot 1933-ban alapították.

## Történet

### Kezdetek
A szocialista eszmék Chilében már a 19. század közepén megjelentek, amikor Francisco Bilbao és Santiago Arcos nyílt vitát tartott az emberi jogokról és a társadalmi egyenlőségről. A 20. század elején megjelent a munkásmozgalom az országban, bennük számos kommunista, anarchista, szocialista értelmiségi volt, egyik vezéregyéniség Luis Emilio Recabarren író volt. Az 1917-es október orosz forradalom után új lendületet vettek Chiléban a forradalmi mozgalmak, majd az 1920-as évekre a globális Kommunista Mozgalmakkal azonosultak és ekkor alapult meg a Chilei Kommunista Párt.
Az 1930-as években a nagy gazdasági válság Chilében súlyosan érintette a munkásokat és a középosztályt, ami miatt egyre többen szimpatizáltak a szocialista eszmékkel. Emiatt kiáltották ki 1932-ben a mindössze 3 hónapig fennálló Chilei Szocialista Köztársaságot. Ezt az új államformát a chilei kommunisták és a szakszervezetek is ellenezték, mivel puccsnak és militánsnak tekintették. Az üzleti világ hevesen ellenezte a rendszert. Ezidő alatt cenzúrázták a sajtót, tervutasításos gazdaságra tértek át. Mivel kevés támogatója volt ennek az államformának, 1932 szeptemberében lemondott Carlos Dávila államelnök.
Új párt alapítására egyre nagyobb igény lett, majd 1933-ban alapította a pártot Marmaduque Grove a légierő ezredese, valamint a szociáldemokrata szellemiségű Oscar Schnake, Carlos Alberto Martínez és Salvador Allende.
A párt alapelvei közt szerepelt, a marxizmus iránti elköteleződés, egy szocialista gazdasági modell felépítése amelyben a javak kollektív tulajdonban vannak; állam amely a ploretáriátuson alapul, nemzetközi szinten támogatja a forradalmi szocializmust.
1938-ban az elnökválasztáson a szocialisták a Radikális Pártban indultak, az elnök-jelöltjük Pedro Aguirre Cerda megnyerte a választás és Chile elnöke lett, majd 1942-ben ismét egy Radikális párti jelölt Juan Antonio Ríos győzött.

### A második világháború után
A szocialisták az 1946-os választáson külön listán indították Bernardo Ibáñezt, aki 2,54%-ot ért el. 1948-ban a demokratikus törvények védelme nevű törvény pártszakadást okozott: a kommunisták betiltatták, de olyan antikommunista szocialisták mint Bernardo Ibáñez, Oscar Schnake, Juan Bautista Rossetti lelkesen támogatták, a Raúl Ampuero és Eugenio González vezette pártvezetés viszont ellenezte. Az Ibáñez vezette antikommunista tagozatot kizárták a pártból, így megalakították ők a Szocialista Néppártot.
1956-ban Salvador Allende vezetésével a Szocialista Párttal, Szocialista Néppárttal, a Munkáspárttal, a Népi Demokrata Párttal és a Demokrata Párttal megszületett a Népi Akciófront, amely egy baloldali pártszövetség lett. 1958-ban a koalíció jelöltje Salvador Allende lett, aki 28%-ot ért el az elnökválasztáson, alig 3%-kal kevesebbet a győztes jelöltnél, Jorge Alessandrinál.
1964-ben Allende ismét második lett az elnökválasztáson. 1967 novemberében tartották meg a szocialisták Chillánban a XXII. pártkongresszust, ami politikailag jelentősen radikálisabb kijelentéseket tartalmazott Carlos Altamirano Orrego főtitkár valamint Rolando Calderón Aránguiz gazdaszövetségi vezető befolyása alatt. A párt ekkor hivatalosan is hitet tett a marxizmus-leninizmus mellett valamint a forradalmi, antikapitalista és imperialistaellenes változásokat szorgalmazta.

### Népi Egység kormánya
Az 1970-es elnökválasztáson Allendét választották meg Chile elnökének. Megválasztása egyedülálló volt: beiktatásakor hitet tett hogy marxista elnök lesz, a szocializmust felépíti Chilében, mindezt demokratikus keretek és intézmények között.
Gazdaságpolitikára az államosítás volt jellemző: az amerikai konszernek tulajdonában álló vállalatok és bankoké.
A munkaválalló bérét megemelték. Időközben az USA kereskedelmi embargót vetett ki az országra.
Az 1971-es helyhatósági választáson a szocialisták abszolút többséget értek el a kereszténydemokratákkal együtt. Az embargó miatt elmaradtak a beruházások és rövidesen gazdasági válság keletkezett, emiatt illetve a szocialista-kereszténydemokrata koalíció miatt polarizálódott a társadalom: megjelentek szélsőjobboldali szimpatizánsok is.

### Puccs és Pinochet diktatúra
1973 augusztusában Allendét alkotmánysértéssel vádolta meg a chilei parlament, majd ennek következtében tömegtüntetések voltak Allende mellett. Szeptember 11-én a valparaísói flotta fellázadt az elnök ellen, akinek a visszalépéséért cserébe felajánlották a szabad távozást az országból, ő ezt elutasította. A légierő a kormányzati negyedet bombázta és szárazföldi egységek is megrohanták az elnöki palotát. Allende az elnöki palotában lett öngyilkos.
A puccsot Augusto Pinochet vezette, aki Allende halálával átvette a hatalmat. A puccsal hetek alatt tönkretették a Szocialista Pártot: számos tagját megölték, többeket bebörtönöztek míg egyesek külföldi nagykövetségek segítségével elmenekültek az országból. Carlos Altamirano főtitkár Kubába menekült.
Mivel nem volt tapasztalat hogyan lehet földalatti szervezetként működni, a párt összeomlott: a titkosszolgálat emberei beépültek a szervezetbe és egyesével letartóztatták a vezetőket. Carlos Lorca pártvezető, diákszervezeti vezető, Exequiel Ponce Vicencio, Ricardo Lagos Salinas és Víctor Zerega Ponce nyomtalanul eltűnt.
Az elnyomás további áldozatai José Tohá González volt belügyminiszter és Orlando Letelier del Solar volt honvédelmi miniszter voltak. Sokan a keleti blokk országaiba menekültek.

## Választási eredmények

### Elnökválasztások
| Év                               | Jelölt                  | Párt neve | I. Forduló | II. Forduló | Eredmények |
| Év                               | Jelölt                  | Párt neve | %          | %           | Eredmények |
| -------------------------------- | ----------------------- | --------- | ---------- | ----------- | ---------- |
| 1932                             | Marmaduke Grove Vallejo | NAP       | 17.7       |             | Vereség    |
| 1938                             | Pedro Aguirre Cerda     | PR        | 50.5       |             | Győzelem   |
| 1942                             | Juan Antonio Ríos       | PR        | 56.0       |             | Győzelem   |
| 1946                             | Bernardo Ibáñez         | PS        | 2.5        |             | Vereség    |
| 1952                             | Salvador Allende        | PS        | 5.4        |             | Vereség    |
| 1958                             | Salvador Allende        | PS        | 28.8       |             | Vereség    |
| 1964                             | Salvador Allende        | PS        | 38.9       |             | Vereség    |
| 1970                             | Salvador Allende        | PS        | 36.6       |             | Győzelem   |
| 1989-tól a Koalíció eredményében |                         |           |            |             |            |
| 1989                             | Patricio Aylwin         | PDC       | 55.2       |             | Győzelem   |
| 1993                             | Eduardo Frei Ruiz-Tagle | PDC       | 58.0       |             | Győzelem   |
| 1999                             | Ricardo Lagos           | PPD       | 48.0       | 51.3        | Győzelem   |
| 2005                             | Michelle Bachelet       | PS        | 46.0       | 53.5        | Győzelem   |
| 2009                             | Eduardo Frei Ruiz-Tagle | PDC       | 29.6       | 48.4        | Vereség    |
| 2013                             | Michelle Bachelet       | PS        | 46.7       | 62.2        | Győzelem   |
| 2017                             | Alejandro Guillier      | Független | 22.7       | 45.4        | Vereség    |
| 2021                             | Yasna Provoste          | PDC       | 11.6       |             | Vereség    |